# Nils Waldt
Nils Teodor Waldt, född 13 februari 1896 i Stockholm, död 21 maj 1969 i Stockholm, var en svensk ateljéarbetare och skådespelare.

## Filmografi (urval)
- 1928 – Gustaf Wasa – Sten Stures tjänare
- 1963 – Tystnaden – biografkassören